# Traité de Rio de Janeiro (1825)
Pour les articles homonymes, voir Traité de Rio de Janeiro.
Le traité de Rio de Janeiro est signé entre l'empire du Brésil et le royaume de Portugal, le 29 août 1825, sous l'égide du Royaume-Uni.  
Après trois ans de guerre, le Portugal reconnaît par ce traité l'indépendance du Brésil. L'un des articles spécifie que l'empereur du Brésil doit utiliser le titre de « prince royal du Portugal », ce qui en fait l'héritier du trône du Portugal.